# Mark Williams
Mark Williams (Bromsgrove, Worcestershire, 22 de agosto de 1959) é um ator britânico. O ator é mais conhecido no Reino Unido, onde atua na televisão desde os anos 1980. Além disso já trabalhou como apresentador e até de roteirista. Seu papel mais famoso na telona é o do pai de Rony Weasley, Arthur Weasley, nos filmes do aprendiz de bruxo Harry Potter, mas esteve em outros filmes como Shakespeare in Love (1998).

## Carreira
Williams fez sua estreia no cinema ao lado dos estreantes Hugh Grant e Imogen Stubbs na produção Privileged da Oxford University Film Foundation em 1982.
Seu papel mais famoso no cinema é como Arthur Weasley na série de filmes Harry Potter, que começou em 2001. Outras aparições de destaque incluem a adaptação cinematográfica de Stardust, de Neil Gaiman, ao lado de Michelle Pfeiffer, Robert De Niro e Claire Danes em 2007 e um papel em 2012 em Doctor Who como Brian Williams, pai do companheiro do Doutor, Rory.

## Filmografia

##### Filmes
- Privileged (1982)
- Out of Order (1987)
- High Season (1987)
- Prince of Jutland (1994)
- Searching (1995)
- 101 Dalmatians (1996)
- The Borrowers (1997)
- Shakespeare in Love (1998)
- Harry Potter and the Chamber of Secrets (2002)
- Harry Potter and the Prisoner of Azkaban (2004)
- Harry Potter and the Goblet of Fire (2005)
- Harry Potter and the Order of the Phoenix (2007)
- Sense and Sensibility (2008)
- Harry Potter and the Half-Blood Prince (2009)
- Harry Potter and the Deathly Hallows: Part 1 (2010)
- Harry Potter and The Deathly Hallows Part 2 (2011)

##### Televisão
- The Storyteller no episódio "Fearnot" (1988)
- Red Dwarf nos episódios "The End", "Balance of Power" and "Stasis Leak" (1988)
- Stuff 1988
- Tumbledown 1989
- Making Out (1990) no Episódio #1.2
- Kinsey 1990
- KTYTV no episódio "Launch" (1990)
- Bottom no episódio "Accident" (1991)
- Merlin of the Crystal Cave (1991)
- The Smell of Reeves and Mortimer (1993)
- Health and Efficiency no episódio "Cinderella Rockafeller" (1994)
- The Fast Show
- Chef! no episódio "Masterchef" (1994)
- Peak Practice no episódio "Life and Soul" (1995)
- The Big Game (1995)
- The Fast Show Live (1998)
- The Canterbury Tales no episódio "Leaving London" (1998)
- Ted & Ralph (1998)
- Hunting Venus (1998)
- The Strangerers (2000)
- Industrial Revelations (2002)
- Mark Williams on the Rails (2004)
- Mark Williams' Big Bangs (2006)
- Doctor Who[2] Series 7, Episódio 2: "Dinosaurs on a Spaceship"[3]
- Father Brown (2013 - ) 35 episódios